# Céilí dance
Céilí dance (uitspraak kje:li:, betekent 'dans', 'céilí dance' lijkt een pleonasme, maar verwijst naar het type dans dat ooit alleen op céilí's gedanst werd maar tegenwoordig op veel meer gelegenheden gedanst wordt) is een populaire vorm van volksdansen in Ierland. Céilí dansen zijn gebaseerd op verschillende oudere vormen van dansen, zoals heys ("heggen", twee rijen dansers tegenover elkaar), round dances en quadrilles. De dansvorm werd nieuw leven ingeblazen tijdens de Gaelic Revival in het eerste kwart van de 20ste eeuw.

## Dans: vorm en stijl
De dansstijl van een céilí dance verschilt flink van set dancing en heeft meer de uiterlijke kenmerken van stepdancing. Met name legt deze stijl meer nadruk op hoogte, waardoor de dansers op hun tenen dansen (maar niet op de toppen van hun tenen zoals bij ballet).
Een beweging genaamd side step of sevens and threes, waarbij de dansers zijwaarts bewegen, komt vaak voor. Ook jig-passen als de rising step ("hoge pas") en de grinding step ("slepende pas") komen dikwijls voor.
Céilí dansen kunnen onderverdeeld zijn in figuren, maar een gelijksoortig type muziek wordt gebruikt voor alle figuren en het dansen kent geen pauzes tussen de figuren, zoals bij set dancing.
Evenals bij set dancing wordt de volgorde van de figuren doorgaans niet aangekondigd. De volgorde van de figuren is reeds vastgelegd in de naam van de dans.